# 三星大樓宮殿
三星大樓宮殿（삼성 타워팰리스）是位於南韓首爾江南區的建築群，由七棟大樓（編號A~G）組成，2004年完工。其中G塔高度達264公尺，在東北亞貿易大廈完工前曾是南韓第一高樓。